# 圣女贞德堂 (胡志明市)

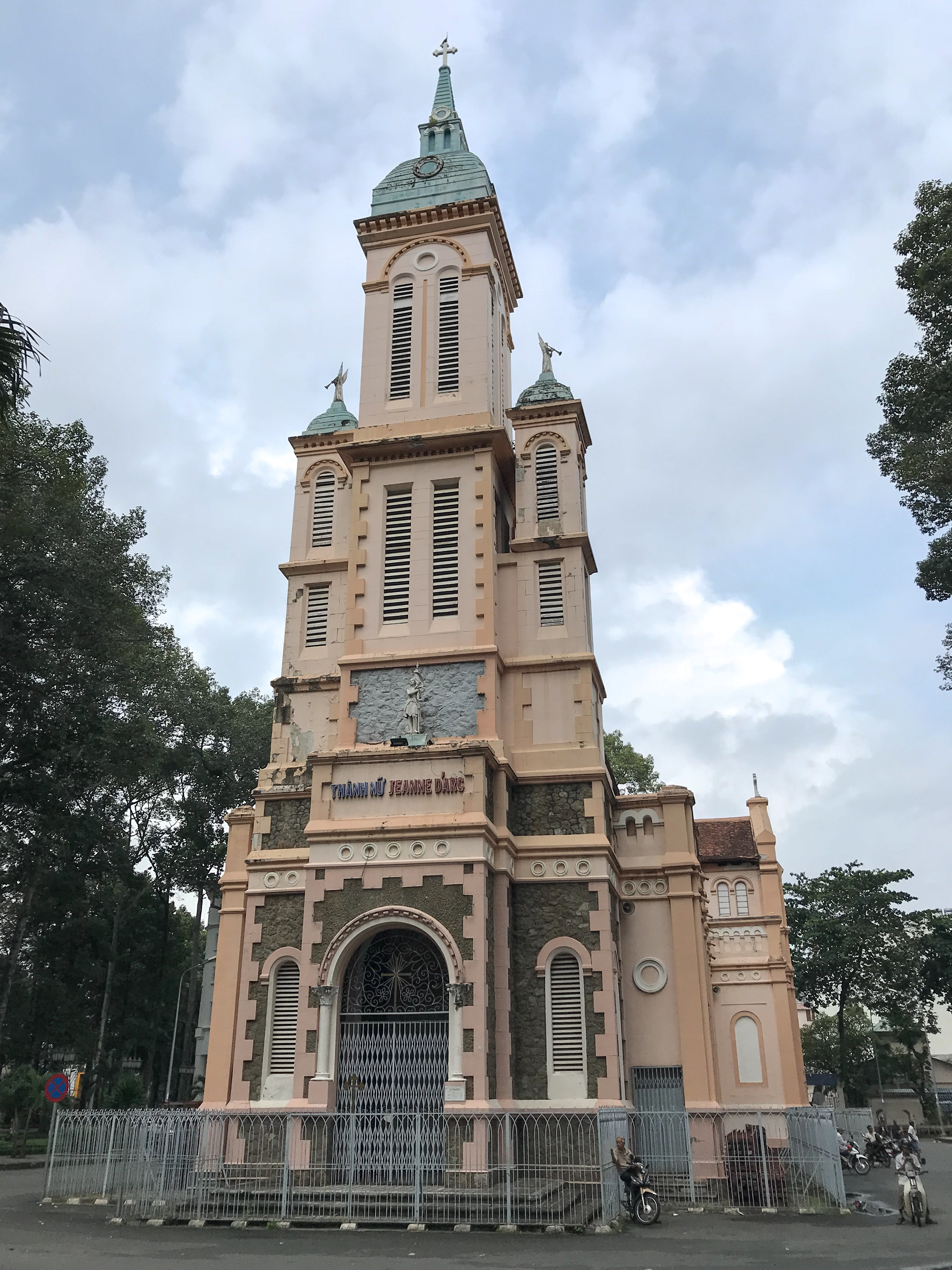
圣女贞德堂

圣女贞德堂（église Sainte-Jeanne-d'Arc）是一座天主教教堂，属于天主教胡志明市总教区，位于越南胡志明市第五郡（堤岸），西贡的华人商业区。供奉圣女贞德（节日5月30日），建于1921-1928年，法属印度支那时期。
该堂为罗马复兴式风格。钟楼侧翼的顶部有吹号的天使，题材取自若望默示錄。